# Joga (B.K.S. Iyengar)
Joga – to książka B.K.S. Iyengara z przedmową Yehudi Menuhina, będąca tłumaczeniem Light on Yoga. Yoga Dipika, uznanej współczesnej pozycji o jodze indyjskiej. Autor książki, jeden z wybitnych hathajoginów indyjskich skupił się w niej przeważnie na asanach, natomiast mniej miejsca poświęcił pranajamom. Książka jest bogato ilustrowana. Opisowi prawie każdej asany i pranajamy towarzyszą zdjęcia. 
W pierwszej części autor wprowadza czytelnika w świat jogi opisując w zwięzły sposób ścieżkę i zasady życia jogina. Kolejne dwie części zawierają opis i sposoby wykonywania wyżej wspomnianych technik. Na końcu książki znajdują się dodatki zawierające kursy asan dla początkujących, średnio i mocno zaawansowanych oraz zestawienie asan stosowanych w terapii różnych schorzeń.
Do książki dołączony jest słowniczek nazw i pojęć.

## Spis treści
- Część I. Co to jest joga?
- Część II. Yogāsany, bandhy i kriye
  - Yogāsany
  - Bandha i kriya
- Część trzecia. Prānāyāma
  - Rady i przestrogi
  - Techniki i efekty prānāyāmy
  - Prānāyāmy różne
- Dodatek I. Kursy āsan
  - Kurs pierwszy
  - Kurs drugi
  - Kurs trzeci
- Dodatek II. Terapeutyczne kursy asan w leczeniu różnych chorób